# Diethild
Diethild ist ein seltener weiblicher Vorname.

## Herkunft und Bedeutung
Der Name stammt aus dem Althochdeutschen und bedeutet "Die Kämpferin im Volk".

## Bekannte Namensträgerinnen
Im 6. Jahrhundert lebte eine Enkelin von König Chlodwig I. namens Diethild (Theudechilde, † 598). Sie unterstützte Klöster und Kirchen und wurde in der Abtei Saint-Pierre-le-Vif begraben. Der Gedenktag (Namenstag) Diethilds ist ihr Todestag, der 28. Juni.
Thiathild (Diethild) von Freckenhorst (östlich von Münster)
war im 9. Jahrhundert eine Äbtissin des Klosters Freckenhorst. Ihr Gedenktag ist der 30. Januar.